# Cyclophora subroseata
Cyclophora subroseata là một loài bướm đêm trong họ Geometridae.